# Línea FS2 (Interurbanos Madrid)
La línea FS2 de la red de autobuses interurbanos de Madrid une Torrelaguna con Alcalá de Henares.

## Características
Esta línea une a los habitantes de Torrelaguna con Alcalá de Henares, además de los municipios situados en torno a las carreteras M-103 y M-100, con un recorrido que dura aproximadamente 1 hora y 45 minutos entre cabecera.
Fue creada el 25 de marzo de 2023, junto con la línea FS1, como parte de una prueba piloto de la Comunidad de Madrid. Tiene el objetivo de facilitar la movilidad por motivos de compras y ocio entre localidades de alta atracción turística. Por todo ello, solo presta servicio durante fines de semana y festivos.
Su recorrido es una mezcla entre las líneas 197 (entre Torrelaguna y Fuente el Saz) y 254 (entre Fuente el Saz y Alcalá de Henares).
El 26 de abril de 2025 la línea comenzó a dar servicio a la localidad de Ajalvir, algo que en su inauguración no hacía.
Curiosamente, y al contrario de la inmensa mayoría de líneas interurbanas del CRTM, su recorrido parte desde la corona tarifaria C2 y termina en la corona tarifaria B3, cuando lo habitual es que el final de la línea se encuentre más alejado que el inicio.
Siguiendo la numeración de líneas del CRTM, se trata de una nomenclatura que indica Fin de Semana. Estas líneas cuentan con recorridos transversales alejados de Madrid y tan sólo comparte numeración con la línea FS1.
La línea mantiene los mismos horarios todo el año (exceptuando las vísperas de festivo y festivos de Navidad), circulando como su nombre indica: sábados laborables, domingos y festivos.
Esta línea es operada por ALSA mediante la concesión administrativa VCM-203 - Madrid - Paracuellos de Jarama - Valdeavero (Viajeros Comunidad de Madrid) del Consorcio Regional de Transportes de Madrid.

## Horarios
| Sábados laborables, domingos y festivos |                      |
| Torrelaguna > Alcalá                    | Alcalá > Torrelaguna |
| 08:30                                   | 06:00                |
| 10:30                                   | 08:00                |
| 12:30                                   | 10:00                |
| 14:30                                   | 12:00                |
| 16:30                                   | 14:00                |
| 18:30                                   | 16:00                |
| 20:30                                   | 18:00                |
| 22:30                                   | 20:00                |

## Recorrido y paradas

### Sentido Alcalá de Henares
| Código | Zona | Localidad               | Denominación                                                            | Ubicación                            | Líneas de la parada                              | Cercanías                     |
| ------ | ---- | ----------------------- | ----------------------------------------------------------------------- | ------------------------------------ | ------------------------------------------------ | ----------------------------- |
| 11737  |      | Torrelaguna             | Camino de la Soledad - Avenida de Madrid                                | Camino de la Soledad Nº1             | 197 197A 197B 197C 197D 197E 913 FS2             |                               |
| 12445  |      | Torrelaguna             | Calle de San Francisco - Escuelas                                       | Calle de San Francisco Nº22          | 197 197C 913 FS2                                 |                               |
| 10047  |      | Talamanca de Jarama     | Carretera M-320 - Cruce Caraquiz                                        | Carretera M-320 S/N.º                | 197 197E FS2                                     |                               |
| 19166  |      | Talamanca de Jarama     | Carretera M-103 - El Tesoro                                             | Carretera M-103 km. 25,3             | 197 FS2                                          |                               |
| 20897  |      | Talamanca de Jarama     | Talamanca de Jarama - Avenida de Madrid                                 | Avenida de Madrid Nº2                | 197 FS2                                          |                               |
| 19163  |      | Valdetorres de Jarama   | Valdetorres de Jarama - Polígono Industrial Valtorón                    | Carretera de Torrelaguna km. 19,3    | 197 FS2                                          |                               |
| 09534  |      | Valdetorres de Jarama   | Valdetorres de Jarama - Calle de la Soledad                             | Calle Calvario Nº3                   | 197 FS2                                          |                               |
| 13026  |      | Valdetorres de Jarama   | Carretera M-103 - Urbanización La Escarabajosa                          | Carretera de Torrelaguna km. 17      | 197 FS2                                          |                               |
| 19161  |      | Fuente el Saz de Jarama | Carretera M-103 - Peletería                                             | Carretera de Torrelaguna km. 15,7    | 197 FS2                                          |                               |
| 12086  |      | Fuente el Saz de Jarama | Carretera M-103 - Polígono Industrial La Cuesta                         | Carretera de Torrelaguna km. 14      | 197 FS2                                          |                               |
| 10300  |      | Fuente el Saz de Jarama | Avenida de Julián Sánchez - Avenida de la Constitución                  | Avenida de Julián Sánchez Nº3B       | 197 254 FS2                                      |                               |
| 12341  |      | Fuente el Saz de Jarama | Avenida de Hierbas Dulces - Calle de 4 Calles                           | Avenida de Hierbas Dulces Nº16       | 197 254 FS2                                      |                               |
| 13030  |      | Algete                  | Calle de Santa Teresa de Jesús - Calle de José María Pemán              | Calle de Santa Teresa de Jesús S/N.º | 184 254 FS2 N103                                 |                               |
| 13033  |      | Algete                  | Calle de Santa Teresa de Jesús - Calle de Juan Ramón Jiménez            | Calle de Santa Teresa de Jesús S/N.º | 184 254 FS2 N103                                 |                               |
| 11948  |      | Cobeña                  | Carretera M-103 - Polideportivo                                         | Carretera M-103 km. 5,9              | 183 185 254 263 FS2 N103                         |                               |
| 18357  |      | Cobeña                  | Carretera de Alcalá - Calle Vereda de los Sastres                       | Carretera M-118 km. 9,7              | 254 FS2                                          |                               |
| 15655  |      | Cobeña                  | Cobeña - Carretera de Alcalá                                            | Carretera M-118 km. 9,2              | 254 FS2                                          |                               |
| 15656  |      | Cobeña                  | Carretera M-114 - Polígono Industrial Camponuevo                        | Carretera M-114 km. 4,7              | 254 FS2                                          |                               |
| 10084  |      | Ajalvir                 | Carretera de Daganzo - Carretera de Cobeña                              | M-113 Nº4                            | 215 251 252 254 256 FS2 N204                     |                               |
| 15773  |      | Ajalvir                 | Ajalvir - Carretera de Daganzo                                          | M-113 km. 8,6                        | 215 251 252 254 256 FS2 N204                     |                               |
| 12103  |      | Ajalvir                 | Carretera de Daganzo - Urbanización La Ermita                           | M-113 km. 9                          | 215 251 252 254 256 FS2 N204                     |                               |
| 09532  |      | Daganzo de Arriba       | Carretera de Ajalvir - Polígono Industrial Gitesa                       | Carretera M-113 km. 10,1             | 251 252 254 256 FS2 N204                         |                               |
| 07404  |      | Daganzo de Arriba       | Daganzo de Arriba - Glorieta de Alcalá                                  | Carretera M-113 km. 10,6             | 251 252 254 256 FS2 N204                         |                               |
| 16728  |      | Daganzo de Arriba       | Carretera M-118 - Calle de Salvador Dalí                                | Carretera M-118 km. 3,8              | 252 254 FS2                                      |                               |
| 09531  |      | Daganzo de Arriba       | Carretera M-118 - Polígono Industrial Los Frailes                       | Calle de los Frailes Nº133B          | 252 254 FS2                                      |                               |
| 10086  |      | Alcalá de Henares       | Carretera M-118 - El Globo                                              | Carretera de Daganzo Nº47            | 252 254 FS2                                      |                               |
| 18335  |      | Alcalá de Henares       | Carretera M-100 - Polígono Industrial Camporroso                        | Bulevar de Buenos Aires Nº2          | 252 254 FS2 9                                    |                               |
| 06961  |      | Alcalá de Henares       | Avenida de Daganzo - Glorieta del Chorrillo                             | Avenida de Daganzo S/Nº              | 227 251 252 254 255 FS2 7 9 11                   |                               |
| 10066  |      | Alcalá de Henares       | Calle Luis Astrana Marín - Parque O'Donnell                             | Calle Luis Astrana Marín Nº10        | 251 252 254 255 FS2 11                           |                               |
| 19419  |      | Alcalá de Henares       | Vía Complutense - Calle de la Ribera                                    | Vía Complutense Nº46                 | 223 231 232 251 252 254 255 FS2 N200 VAC-243     |                               |
| 12785  |      | Alcalá de Henares       | Vía Complutense - Calle Tuy                                             | Vía Complutense Nº78                 | 223 231 232 251 252 254 255 824 FS2 N200 N202 11 |                               |
| 12783  |      | Alcalá de Henares       | Vía Complutense - Calle Barrio Ledesma                                  | Vía Complutense Nº118                | 223231232251252254255824 FS2 N200N202 11         |                               |
| 09657  |      | Alcalá de Henares       | Plaza Zorita - Centro Comercial                                         | Plaza Zorita S/Nº                    | FS2 1A 1B 11                                     |                               |
| 20526  |      | Alcalá de Henares       | Calle de Doña Inés de Ulloa - Estación de Alcalá de Henares Universidad | Calle de Doña Inés de Ulloa Nº1      | FS2 11                                           | Alcalá de Henares Universidad |

### Sentido Torrelaguna
| Código | Zona | Localidad               | Denominación                                                            | Ubicación                            | Líneas de la parada                               | Cercanías                     |
| ------ | ---- | ----------------------- | ----------------------------------------------------------------------- | ------------------------------------ | ------------------------------------------------- | ----------------------------- |
| 09657  |      | Alcalá de Henares       | Plaza Zorita - Centro Comercial                                         | Plaza Zorita S/Nº                    | FS2 1A 1B 11                                      |                               |
| 20526  |      | Alcalá de Henares       | Calle de Doña Inés de Ulloa - Estación de Alcalá de Henares Universidad | Calle de Doña Inés de Ulloa Nº1      | FS2 11                                            | Alcalá de Henares Universidad |
| 12782  |      | Alcalá de Henares       | Vía Complutense - Calle Barrio Ledesma                                  | Vía Complutense Nº111                | 223 231 232 251 252 254 255 824 FS2 N200 N202 11  |                               |
| 12784  |      | Alcalá de Henares       | Vía Complutense - Calle Tuy                                             | Vía Complutense Nº103                | 223 231 232 251 252 254 255 824 FS2 N200 N202 11  |                               |
| 19416  |      | Alcalá de Henares       | Vía Complutense - Calle de Brihuega                                     | Vía Complutense Nº51                 | 223 231 232 251 252 254 255 FS2 N200 N202         |                               |
| 12655  |      | Alcalá de Henares       | Calle Luis Astrana Marín - Calle de Andrés Llorente                     | Calle Luis Astrana Marín Nº11        | 251 252 254 255 FS2 11                            |                               |
| 06960  |      | Alcalá de Henares       | Avenida de Daganzo - Glorieta del Chorrillo                             | Avenida de Daganzo Nº2A              | 06960 A 251 255 1A 7 06960 B 227 252 254 FS2 9 11 |                               |
| 18334  |      | Alcalá de Henares       | Carretera M-100 - Polígono Industrial Camporroso                        | Carretera de Daganzo Nº100           | 252 254 FS2                                       |                               |
| 10080  |      | Alcalá de Henares       | Carretera M-118 - El Globo                                              | Carretera de Daganzo Nº47            | 252 254 FS2                                       |                               |
| 09531  |      | Daganzo de Arriba       | Carretera M-118 - Polígono Industrial Los Frailes                       | Calle de los Frailes Nº133B          | 252 254 FS2                                       |                               |
| 16727  |      | Daganzo de Arriba       | Carretera M-118 - Calle de Salvador Dalí                                | Carretera M-118 km. 3,8              | 252 254 FS2                                       |                               |
| 07403  |      | Daganzo de Arriba       | Daganzo de Arriba - Glorieta de Alcalá                                  | Carretera M-113 km. 10,6             | 251 252 254 256 FS2 N204                          |                               |
| 09533  |      | Daganzo de Arriba       | Carretera de Ajalvir - Polígono Industrial Gitesa                       | Carretera M-113 km. 10               | 251 252 254 256 FS2 N204                          |                               |
| 12104  |      | Ajalvir                 | Carretera de Daganzo - Ermita de San Roque                              | M-113 km. 9                          | 215 251 252 254 256 FS2 N204                      |                               |
| 15657  |      | Ajalvir                 | Ajalvir - Carretera de Daganzo                                          | M-113 Nº27                           | 215 251 252 254 256 FS2 N204                      |                               |
| 09008  |      | Ajalvir                 | Carretera de Daganzo - Carretera de Cobeña                              | M-113 Nº1                            | 215 251 252 254 256 FS2 N204                      |                               |
| 15447  |      | Cobeña                  | Carretera M-114 - Polígono Industrial Camponuevo                        | Carretera M-114 km. 4,9              | 254 FS2                                           |                               |
| 10083  |      | Cobeña                  | Cobeña - Carretera de Alcalá                                            | Carretera M-118 km. 9,2              | 254 FS2                                           |                               |
| 18356  |      | Cobeña                  | Carretera de Alcalá - Calle Vereda de los Sastres                       | Carretera M-118 km. 9,7              | 254 FS2                                           |                               |
| 11949  |      | Cobeña                  | Carretera M-103 - Polideportivo                                         | Carretera M-103 km. 5,9              | 183 185 254 263 FS2                               |                               |
| 13032  |      | Algete                  | Calle de Santa Teresa de Jesús - Calle de Juan Ramón Jiménez            | Calle de Santa Teresa de Jesús S/N.º | 184 254 FS2 N103                                  |                               |
| 13031  |      | Algete                  | Calle de Santa Teresa de Jesús - Casa de Niños                          | Calle de Santa Teresa de Jesús S/N.º | 184 254 FS2 N103                                  |                               |
| 12340  |      | Fuente el Saz de Jarama | Avenida de Hierbas Dulces - Calle de 4 Calles                           | Avenida de Hierbas Dulces Nº25       | 197 254                                           |                               |
| 10301  |      | Fuente el Saz de Jarama | Avenida de Julián Sánchez - Avenida de la Constitución                  | Avenida de Julián Sánchez S/N.º      | 197 254                                           |                               |
| 11102  |      | Fuente el Saz de Jarama | Avenida del Pilar - Avenida de Madrid                                   | Avenida del Pilar Nº19               | 197 254 FS2                                       |                               |
| 12082  |      | Fuente el Saz de Jarama | Carretera M-103 - Polígono Industrial La Cuesta                         | Carretera de Torrelaguna km. 14      | 197 FS2                                           |                               |
| 19162  |      | Fuente el Saz de Jarama | Carretera M-103 - Peletería                                             | Carretera de Torrelaguna km. 15,7    | 197 FS2                                           |                               |
| 13027  |      | Valdetorres de Jarama   | Carretera M-103 - Urbanización La Escarabajosa                          | Carretera de Torrelaguna km. 17      | 197 FS2                                           |                               |
| 09534  |      | Valdetorres de Jarama   | Valdetorres de Jarama - Calle de la Soledad                             | Calle Calvario Nº3                   | 197 FS2                                           |                               |
| 19164  |      | Valdetorres de Jarama   | Valdetorres de Jarama - Polígono Industrial Valtorón                    | Carretera de Torrelaguna km. 19,3    | 197 FS2                                           |                               |
| 11200  |      | Talamanca de Jarama     | Talamanca de Jarama - Calle de las Escuelas                             | Calle Guadalajara Nº2                | 197 197E FS2                                      |                               |
| 09172  |      | Talamanca de Jarama     | Talamanca de Jarama - Calle Guadalajara                                 | Calle Guadalajara Nº18               | 197 197E FS2                                      |                               |
| 19167  |      | Talamanca de Jarama     | Carretera M-103 - El Tesoro                                             | Carretera M-103 km. 25,4             | 197 FS2                                           |                               |
| 10044  |      | Talamanca de Jarama     | Carretera M-320 - Cruce Caraquiz                                        | Carretera M-320 S/Nº                 | 197 197E FS2                                      |                               |
| 20612  |      | Torrelaguna             | Calle Malacuera - Juzgado                                               | Calle Malacuera Nº47                 | 197 197D 197E FS2                                 |                               |
| 10307  |      | Torrelaguna             | Calle Malacuera - Calle de San Francisco                                | Calle Malacuera Nº1                  | 197 197D 197E FS2                                 |                               |